# Carex graciliflora
Carex graciliflora är en halvgräsart som beskrevs av Stephen Troyte Dunn. Carex graciliflora ingår i släktet starrar, och familjen halvgräs. Inga underarter finns listade i Catalogue of Life.